# Liste der denkmalgeschützten Objekte in Ebergassing
Die Liste der denkmalgeschützten Objekte in Ebergassing enthält die 10 denkmalgeschützten, unbeweglichen Objekte der Gemeinde Ebergassing im Bezirk Bruck an der Leitha in Niederösterreich.

## Denkmäler
| Foto |                 | Denkmal                                                              | Standort                                                      | Beschreibung | Metadaten |
| ---- | --------------- | -------------------------------------------------------------------- | ------------------------------------------------------------- | --- | --- |
| ja   | Datei hochladen | Alter Pfarrhof HERIS-ID: 8226 Objekt-ID: 4175                        | Bauerngasse 27 Standort KG: Ebergassing                       | Das Gebäude wurde im Kern im 17. Jahrhundert errichtet und wurde seit 1856 als Pfarrhof genutzt. | BDA-Hist.: Q37999135 Status: Bescheid Stand der BDA-Liste: 2025-06-30 Name: Alter Pfarrhof GstNr.: 141                                                               |
| ja   | Datei hochladen | Kath. Filialkirche Mariae Himmelfahrt HERIS-ID: 7764 Objekt-ID: 3706 | Himberger Straße 1 Standort KG: Ebergassing                   | Die Saalkirche mit zweigeschoßigem Fassadenturm und einem quadratischen Chorschluss wurde ab 1851 errichtet und am 25. September 1853 geweiht. Das Hochaltarbild ist ein Werk von Josef Führich, die Bilder der Seitenaltäre malte Leopold Schulz.                                                                                                 | BDA-Hist.: Q24075920 Status: § 2a Stand der BDA-Liste: 2025-06-30 Name: Kath. Filialkirche Mariae Himmelfahrt (Ehem. Pfarrkirche) GstNr.: 1 Pfarrkirche Ebergassing  |
| ja   | Datei hochladen | Figurenbildstock, Gnadenstuhl HERIS-ID: 8225 Objekt-ID: 4174         | bei Gramatneusiedler Straße 2 Standort KG: Ebergassing        | Der Bildstock befindet sich neben der Kirche. Auf der toskanischen Säule befindet sich eine barocke Gruppe Gnadenstuhl. | BDA-Hist.: Q37999025 Status: § 2a Stand der BDA-Liste: 2025-06-30 Name: Figurenbildstock, Gnadenstuhl GstNr.: 1                                                      |
| ja   | Datei hochladen | Schloss, Ebergassing HERIS-ID: 8224 Objekt-ID: 4173                  | Schloss 1 Standort KG: Ebergassing                            | Das ehemalige Wasserschloss wurde Ende des 16. Jahrhunderts erbaut und diente unter anderem Johann Thomas von Trattner als Wohnsitz. In den Jahren 1998–2001 umfassend renoviert, steht es heute im Privatbesitz und ist der Öffentlichkeit nicht zugänglich.                                                                                      | BDA-Hist.: Q37998909 Status: Bescheid Stand der BDA-Liste: 2025-06-30 Name: Schloss, Ebergassing GstNr.: 213/2, 215, 216/3, 218, 212, 214, 221/2 Schloss Ebergassing |
| ja   | Datei hochladen | Bildstock HERIS-ID: 8227 Objekt-ID: 4176                             | bei Schwadorfer Straße 17 Standort KG: Ebergassing            | Errichtet in der zweiten Hälfte des 17. Jahrhunderts. Im Tabernakel befindet sich eine hölzerne Figur mit einem Kind im Arm mit der Inschrift „Mutter Gottes bitte für uns“. | BDA-Hist.: Q37999330 Status: § 2a Stand der BDA-Liste: 2025-06-30 Name: Bildstock GstNr.: 525/98                                                                     |
| ja   | Datei hochladen | Figurenbildstock hl. Johannes Nepomuk HERIS-ID: 8233 Objekt-ID: 4182 | bei Kirchengasse 1 Standort KG: Wienerherberg                 | Der Figurenbildstock zu Ehren des Johannes Nepomuk befindet sich vor der Pfarrkirche hl. Georg und wurde im 18. Jahrhundert errichtet. | BDA-Hist.: Q37999993 Status: § 2a Stand der BDA-Liste: 2025-06-30 Name: Figurenbildstock hl. Johannes Nepomuk GstNr.: 2134/7                                         |
| ja   | Datei hochladen | Kath. Filialkirche hl. Georg HERIS-ID: 8234 Objekt-ID: 4183          | Kirchengasse 1 Standort KG: Wienerherberg                     | Die Kirche, die teilweise von einer Bruchsteinmauer umgeben ist, wurde im 14. Jahrhundert als Wehrkirche zu Ehren des Heiligen Georg errichtet. 1727/28 wurde nordostseitig ein Seitenschiff angebaut. Südöstlich der Kirche, direkt an den Chor angebaut, befindet sich das 1804 errichtete Mausoleum für Johann Thomas von Trattner (1717–1798). | BDA-Hist.: Q38000014 Status: § 2a Stand der BDA-Liste: 2025-06-30 Name: Kath. Filialkirche hl. Georg (Ehem. Kath. Pfarrkirche) GstNr.: .63 Pfarrkirche Wienerherberg |
| ja   | Datei hochladen | Bildstock HERIS-ID: 8230 Objekt-ID: 4179                             | Wienerherberger Straße 1, westlich Standort KG: Wienerherberg | Bildstock mit Pyramidenhelm aus dem 17. Jahrhundert. 1994 vom Wiener Herberger Kultur-, Kreativ- und Kommunikationsverein (WKV) renoviert. | BDA-Hist.: Q37999697 Status: § 2a Stand der BDA-Liste: 2025-06-30 Name: Bildstock GstNr.: 162/2                                                                      |
| ja   | Datei hochladen | Dreifaltigkeitssäule HERIS-ID: 8232 Objekt-ID: 4181                  | bei Wienerherberger Straße 42 Standort KG: Wienerherberg      | Die reich verzierte Dreifaltigkeitssäule wurde 1719 errichtet. Der Sockel trägt die Inschrift Michael und Catharina Lantz 1719. | BDA-Hist.: Q37999922 Status: § 2a Stand der BDA-Liste: 2025-06-30 Name: Dreifaltigkeitssäule GstNr.: 60/40                                                           |
| ja   | Datei hochladen | Bildstock HERIS-ID: 8231 Objekt-ID: 4180                             | bei Wienerherberger Straße 93 Standort KG: Wienerherberg      | | BDA-Hist.: Q37999803 Status: Bescheid Stand der BDA-Liste: 2025-06-30 Name: Bildstock GstNr.: 2533/2                                                                 |